# 光懋
光懋（1515年—1580年），字子英，號吾山，山東濟南府陽信縣人，民籍，明朝政治人物。

## 生平
山東鄉試第十五名舉人。嘉靖四十四年（1565年）中式乙丑科三甲第二十四名進士。户部观政，本年六月授真定府推官，隆慶二年（1568年）九月选吏科给事中，三年五月升刑科右，五月升吏科左，四年升本科都，丁忧。万历三年（1575年）二月復除户科，五年四月患病。六年三月復除兵科，七年五月升江西参政，六月改河南，八年七月卒。

## 家族
曾祖光景，壽官；祖父光祖，知縣；父光變之，母曾氏。